# Podhorce (obwód rówieński)
Podhorce (ukr. Підгірці, Pidhirci) – wieś na Ukrainie, w obwodzie rówieńskim, w rejonie rówieńskim, nad rzeką Stubłą. W 2001 roku liczyła 92 mieszkańców.
W czasie okupacji niemieckiej mieszkająca tutaj ukraińska rodzina Cyciurów ukrywała Żydówkę Bronię Grynberg, za co w 2000 roku Instytut Jad Waszem uhonorował tytułami Sprawiedliwych wśród Narodów Świata Hryhorija Cyciurę (był pastorem ewangelickim) i jego żonę Hannę.